# Cyrtopsis
Cyrtopsis is een geslacht van rechtvleugeligen uit de familie sabelsprinkhanen (Tettigoniidae). De wetenschappelijke naam van dit geslacht is voor het eerst geldig gepubliceerd in 1962 door Bey-Bienko.

## Soorten
Het geslacht Cyrtopsis omvat de volgende soorten:
- Cyrtopsis robusta Liu & Zhang, 2007
- Cyrtopsis scutigera Bey-Bienko, 1962